# Гаряев, Нальджи Лиджиевич
Нальджи Лиджиевич Гаряев (1889 — 1958) — советский хозяйственный, государственный и политический деятель.

## Биография
Родился в 1889 году. Работал пастухом. Член ВКП(б) с 1921 года.
- до 1926 — председатель сельского Совета, профсоюзный уполномоченный рыбного промысла, уполномоченный ЦИК Автономной области калмыцкого народа по рабочим вопросам, инструктор Астраханского губернского отдела Союза пищевиков, председатель Калмыцкой областной контрольной комиссии РКП(б),
- 1926—1929 — заведующий Организационным отделом Калмыцкого областного комитета ВКП(б), одновременно учился в Коммунистическом университете имени Я. М. Свердлова
- 1929—1937 — председатель, директор, управляющий Калмыцким государственным рыбопромышленным трестом,
- с 1937 до декабря 1943 — председатель Совета народных комиссаров Калмыцкой АССР
- в 1944 — после департации калмыков возглавлял Отдел рабочего снабжения Назаровского консервного завода.

12 декабря 1937 года избран депутатом Верховного Совета СССР 1-го созыва.
Умер в 1958 году.

## Награды
- Орден Трудового Красного Знамени (1.08.1936) — «за перевыполнение пищевой промышленностью годового государственного плана, а также за успешно проводимую работу по улучшению качества изделий предприятиями Народного Комиссариата Пищевой Промышленности»